# Lisa Brennan-Jobs
Lisa Nicole Brennan-Jobs (Portland, 17 de maio de 1978) é uma jornalista norte-americana, filha de Steve Jobs e Chrisann Brennan. Seu nome foi dado pelo seu pai ao primeiro computador pessoal comercial com interface gráfica e mouse da história, o Apple Lisa, criado pela Apple Inc.
Anunciou em março de 2018 que estava escrevendo o livro Small Fry, detalhando memórias de sua infância e das relações complexas e algumas vezes difíceis com seu pai. O livro foi publicado em 4 de setembro de 2018.

## Obras
- "Tuscan Holiday". Originalmente publicado na Vogue, fevereiro de 2008
- "Confessions of a Lapsed Vegetarian". Originalmente publicado na Southwest Review, 2008
- "I Can't Believe She Did That!" Originalmente publicado na O, The Oprah Magazine, agosto de 2006
- "Waterloo". Originalmente publicado na Massachusetts Review, 2006
- "From Britain, Food for Thought." Originalmente publicado na Los Angeles Times, setembro de 2005
- "Driving Jane". Originalmente publicado no The Harvard Advocate, 1999